# Dendrocalamus hirtellus
Dendrocalamus hirtellus är en gräsart som beskrevs av Henry Nicholas Ridley. Dendrocalamus hirtellus ingår i släktet Dendrocalamus och familjen gräs. Inga underarter finns listade i Catalogue of Life.